# Jean-Jacques Panunzi
Jean-Jacques Panunzi (Ajaccio, 5 d'abril del 1956) és conseller general del cantó de Tallano-Scopamène des del mes de març de 2001 i president del Consell General de Còrsega del Sud des del mes de novembre de 2006. També és membre del partit Unió pel Moviment Popular (UMP), i també conseller de l'Assemblea de Còrsega des de març de 2004.